# كامبيليوني فينيله
كامبيليوني فينيله هي بلدية في مدينة تورينو الحضرية في منطقة بيمنتة الإيطالية، تقع حول 40 كيلومتر (25 ميل) جنوب غرب تورينو.
تحد بلدية كامبيليوني فينيله البلديات التالية: بريتشيراسيو، كافور، وبيبيانا. تأسست البلدية في عام 1928 من خلال دمج البلديتين السابقتين كامبيليوني وفينيله.